# 1969년 리처드 닉슨 대통령 취임식
제37대 미국 대통령인 리처드 닉슨의 첫 미국 대통령 취임식은 1969년 1월 20일 월요일 워싱턴 D.C.에 있는 미국 국회의사당 동쪽 주랑에서 열렸다. 이 취임식은 46번째 취임식으로, 리처드 닉슨의 대통령으로서의 첫 번째이자 결국 유일한 완전한 임기와 스피로 애그뉴의 부통령으로서의 첫 번째이자 완전한 임기의 시작을 알렸다. 대법원장 얼 워런이 닉슨에게 대통령 취임 선서를 주관했고, 상원 소수당 원내대표 에버릿 덕슨이 애그뉴에게 부통령 취임 선서를 주관했다. 닉슨은 대통령 선거에서 현직 부통령이었던 휴버트 험프리를 근소한 차이로 물리쳤다. 닉슨은 현직이 아닌 부통령으로서 대통령으로 취임한 최초의 인물이 되었으며, 이는 조 바이든이 2021년에 취임할 때까지 다시 일어나지 않았다. 이 취임식은 또한 대법원장 얼 워런이 주관한 마지막 대통령 취임 선서였다.

## 취임사

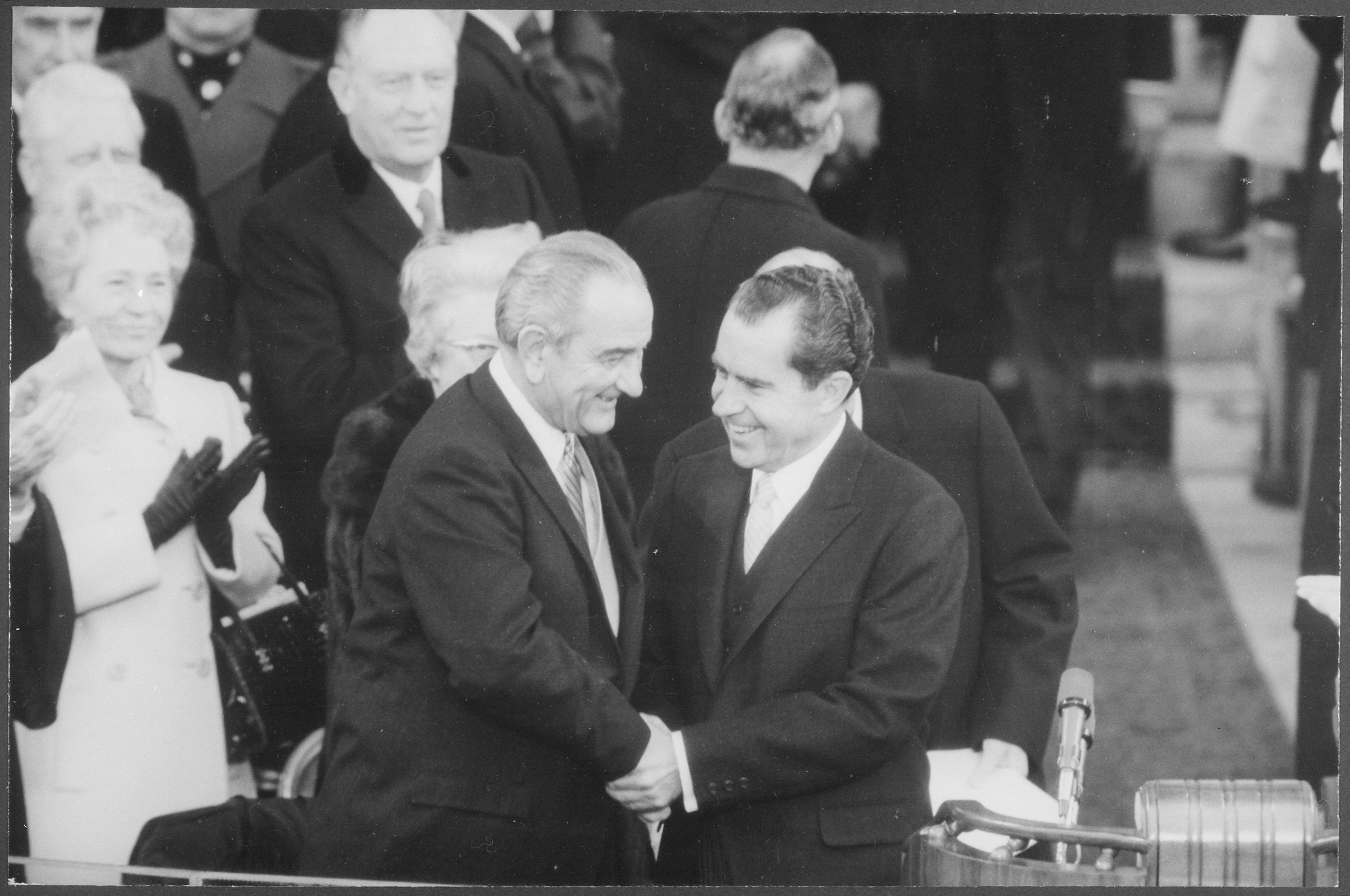
존슨 대통령과 닉슨 대통령

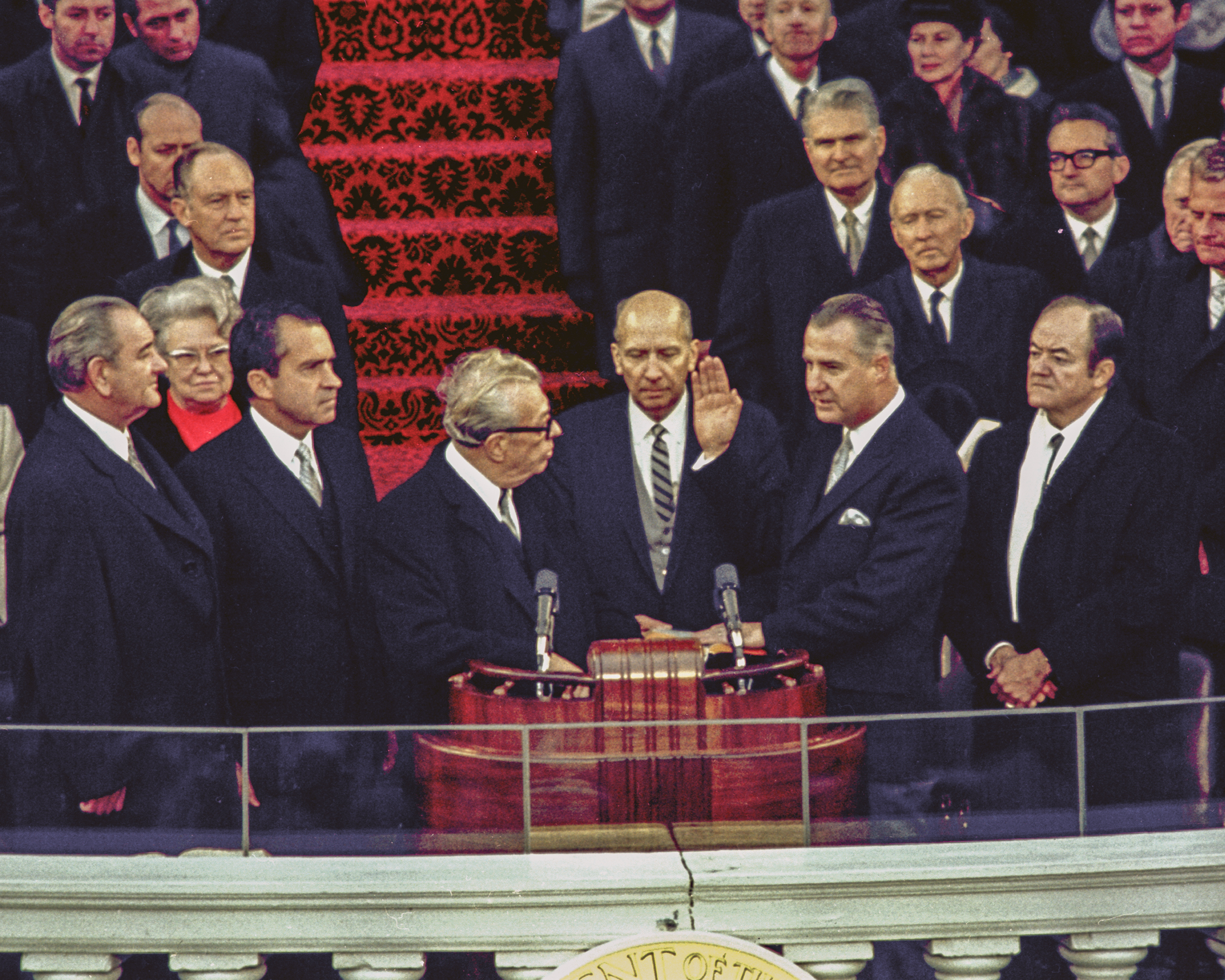
취임식에는 네 명의 부통령이 참석했다. 왼쪽부터: 퇴임하는 린든 B. 존슨 대통령(37대 부통령), 취임하는 리처드 닉슨 대통령(36대), 39대 부통령 스피로 애그뉴에게 취임 선서를 주관한 상원 소수당 원내대표 에버릿 덕슨, 그리고 퇴임하는 부통령 휴버트 험프리(38대).

닉슨은 취임 선서를 한 후 취임사를 발표했다.

## 같이 보기
- 리처드 닉슨 행정부
- 1973년 리처드 닉슨 대통령 취임식
- 1968년 미국 대통령 선거

## 관련 문헌
- “Avalon Project - The Inaugural Addresses of the Presidents”. 《avalon.law.yale.edu》. 2020년 12월 9일에 확인함.